# Claude Nicolet
Pour les articles homonymes, voir Nicolet (homonymie).
Claude Nicolet, né le 15 septembre 1930 à Marseille et mort le 24 décembre 2010 à Paris 10e,, est un historien français, spécialiste de la Rome antique, des institutions et des idées politiques.

## Biographie

### Carrière universitaire
Élève en khâgne au lycée Thiers de Marseille,, il intègre l'École normale supérieure. Agrégé d'histoire en 1954 et membre de l'École française de Rome de 1957 à 1959, il fut professeur d'histoire ancienne à l'université de Tunis, l'université de Caen, puis à l'Université Paris 1 Panthéon-Sorbonne, et directeur d'études émérite à partir de 1997 à l'École pratique des hautes études.
Membre de la Société des études latines, de la Société nationale des antiquaires de France, du Deutsches archäologisches Institut, de la Society for the Promotion of Roman Studies, de l’Institute for Advanced Study et du Cambridge Group for the Revision of the Texts of Roman Laws. Il fut rédacteur en chef de la revue Cahiers de la République de 1956 à 1963, directeur du centre Gustave Glotz de 1981 à 1992 et directeur de l'École française de Rome de 1992 à 1995.
Dans sa thèse sur « L'Ordre équestre à l'époque républicaine (312-42 a. C.) », il prône le recours à la méthode prosopographique pour l'étude des chevaliers romains.
En février 1979, il fait partie des 34 signataires de la déclaration rédigée par Léon Poliakov et Pierre Vidal-Naquet pour démonter la rhétorique négationniste de Robert Faurisson.
Membre de la British Academy, il est élu membre de l'Académie des inscriptions et belles-lettres en 1986, au fauteuil de Louis Robert.

### Conseiller ministériel
Il fit une courte carrière politique en tant que membre du cabinet de Pierre Mendès France, en 1956. Il fut secrétaire, puis rédacteur en chef, des Cahiers de la République, et chargé de mission au cabinet de Jean-Pierre Chevènement, entre 1984 et 2002, sur l'éducation civique, tout en étant le conseiller officieux.
Il se montra soucieux tout au long de sa vie d'articuler son engagement républicain et son métier d'historien. Cela contribua à l'originalité de son œuvre, à cheval entre la Rome antique et l'époque contemporaine, autour notamment du fonctionnement de la société et des institutions politiques. Comme le souligne Catherine Virlouvet, « c'est un même questionnement qui unit Le Métier de citoyen dans la Rome antique (1976) et L'Idée républicaine en France (1982) ».
Il a été le fondateur et le premier président du Comité Laïcité République.

### L'idée républicaine en France
Selon Céline Spector, l'ouvrage de Nicolet L'Idée républicaine en France (1982) a contribué au retour en force de l'idée républicaine dans les années 1980. Selon lui, c'est Rousseau qui a fourni le socle théorique à la notion de République telle qu'elle est entendue en France. Elle a notamment repris au citoyen de Genève son concept de souveraineté et sa théorie de la loi. Nicolet écrit :

« La grande affaire des républicains, c'est bien entendu Rousseau. L'homme et l'œuvre ont été, par lui-même, si intimement liées, ils sont d'ailleurs si contradictoires en apparence, et si cohérents en réalité, qu'on ne pourra pas s'étonner que Rousseau ait été, un siècle durant - et peut-être plus - à la fois la référence inévitable et le signe de division le plus éclatant des républicains français, comme de quelques autres. »

## Principales publications
- Le Radicalisme, Paris, PUF, 1957, 5e édition 1983, coll. « Que sais-je ? », no 761.
- Pierre Mendès France ou Le Métier de Cassandre, Paris, Julliard, 1959.
- L'Ordre équestre à l'époque républicaine, 312-43 av. J.-C., thèse d'État (2 vol.), Paris, coll. BEFAR, 1966 et 1974.
- Les Gracques : Crise agraire et révolution à Rome, Paris, Gallimard, 1967.
- Le Métier de citoyen dans la Rome républicaine, Paris, Gallimard, 1976[20].
- Tributum, Bonn, Habelt, 1976.
- Rome et la conquête du monde méditerranéen 264–27 av. J.-C. (2 vol.), Paris, Presses universitaires de France, coll. « Nouvelle Clio », 1978[21].  (ISBN 2-13-035850-0).
- Insula sacra : la loi Gabinia-Calpurnia de Délos (58 av. J.-C.), Rome, École française de Rome, 1980.
- L'idée républicaine en France (1789-1924) : essai d'histoire critique, Paris, Gallimard, coll. « Bibliothèque des Histoires », 1982, 512 p. (ISBN 2-07-023096-1, présentation en ligne), [présentation en ligne]. Réédition : L'idée républicaine en France (1789-1924) : essai d'histoire critique, Paris, Gallimard, coll. « Tel » (no 251), 1995, 528 p. (ISBN 2-07-074032-3).
- La laïcité en mémoire (avec Guy Gauthier), Paris, Edilig, 1987[22].
- L'Inventaire du monde : Géographie et politique aux origines de l'Empire romain, Paris, Fayard, 1988[23]. (ISBN 2-213-02020-5)
- Rendre à César : Économie et société dans la Rome antique, Paris, Gallimard, coll. « Bibliothèque des histoires », 1988[24].
- La République en France. État des lieux, Paris, éditions du Seuil, coll. « Libre examen », 1992.
- L'homme romain (ouvrage collectif), Paris, éditions du Seuil, coll. « L'univers historique », 1992.
- Aux sources de la culture française (avec Dominique Lecourt, Michelle Perrot, Émile Poulat et Paul Ricœur), Paris, La Découverte, 1997.
- Mégapoles méditerranéennes : Géographie urbaine rétrospective, actes du colloque de Rome (mai 1996) [sous la dir. de], Rome, École française de Rome, 1999.
- Histoire, Nation, République, Paris, Éditions Odile Jacob, 2000[25].
- Censeurs et Publicains : Économie et fiscalité dans la Rome antique, Paris, Fayard, 2000  (ISBN 2213602964).
- La Fabrique d'une nation : La France entre Rome et les Germains, Paris, Éditions Perrin, 2003.
- Le Peuple inattendu (avec Anne-Cécile Robert et André Bellon), Paris, Éditions Syllepse, 2003.
- Les Ordres à Rome [sous la dir. de], Paris, Publication de la Sorbonne, 2003.

## Distinctions

### Décorations
- Officier de la Légion d'honneur
- Commandeur de l'ordre des Palmes académiques
  - officier en 2002[26]
- Chevalier de l'ordre des Arts et des Lettres

### Récompenses
- Docteur honoris causa de l'université de Liège
- Docteur honoris causa de l'université libre de Bruxelles